# Société du Verbe Divin
Pour les articles homonymes, voir SDV et Divin (homonymie).
La Société du Verbe Divin (Societas Verbi Divini) [SVD] est une congrégation cléricale missionnaire fondée en 1875 à Steyl (Pays-Bas) par l'Allemand Arnold Janssen (1837-1909), ordonné prêtre en 1861, canonisé en 2003, ainsi que Josef Freinademetz, svd. Ses membres sont appelés « Verbistes » ou « Missionnaires du Verbe Divin », ou parfois « Pères de Steyl ».

## Historique
Le Père Janssen, d'abord prêtre catholique à Goch en Allemagne près de la frontière néerlandaise est chassé par le Kulturkampf d'Otto von Bismarck. Il ouvre alors, avec quatre compagnons, une maison à Steyl pour former les prêtres au travail de la mission étrangère. Les premiers missionnaires ont été envoyés en Chine dès 1879. Aujourd'hui, environ un quart de tous les membres de la congrégation vivent et travaillent  en Indonésie.

## Apostolat
Les membres de la congrégation font leurs vœux de pauvreté, chasteté et obéissance. Ils s'occupent du travail en paroisse, d'éducation, de formation des prêtres et de laïcs, du dialogue œcuménique, de pastorale biblique, de justice et paix ainsi que de la communication sociale.

## AuXXIesiècle
La congrégation compte plus de 6 000 membres présents dans soixante-quinze pays sur les cinq continents. La société s'est développée pour englober quatre zones de mission principales : l'Afrique, l'Asie-Pacifique, les Amériques et l'Europe.  
La congrégation fait partie de VITA International. 
Son supérieur général est depuis 2018 un indonésien, le Père Paulus Budi Kleden qui succède à Heinz Kulüke.

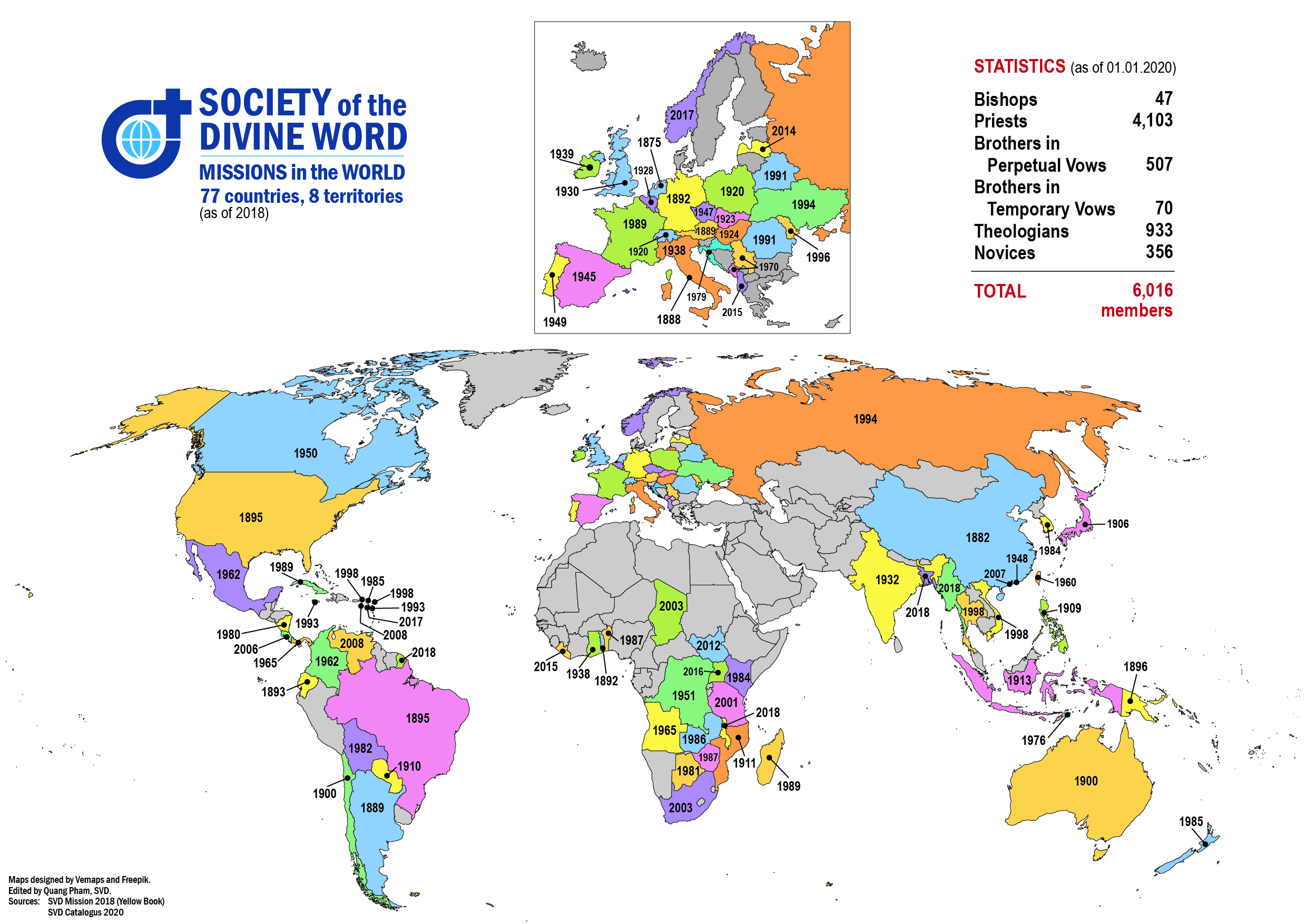
Pays où sont présents les Missionnaires du Verbe Divin.

## Supérieurs généraux
- Arnold Janssen (1875-1909) ;
- Nikolaus Blum (1909-1919) ;
- Wilhelm Gier (1920-1932) ;
- Josef Grendel (1932-1947) ;

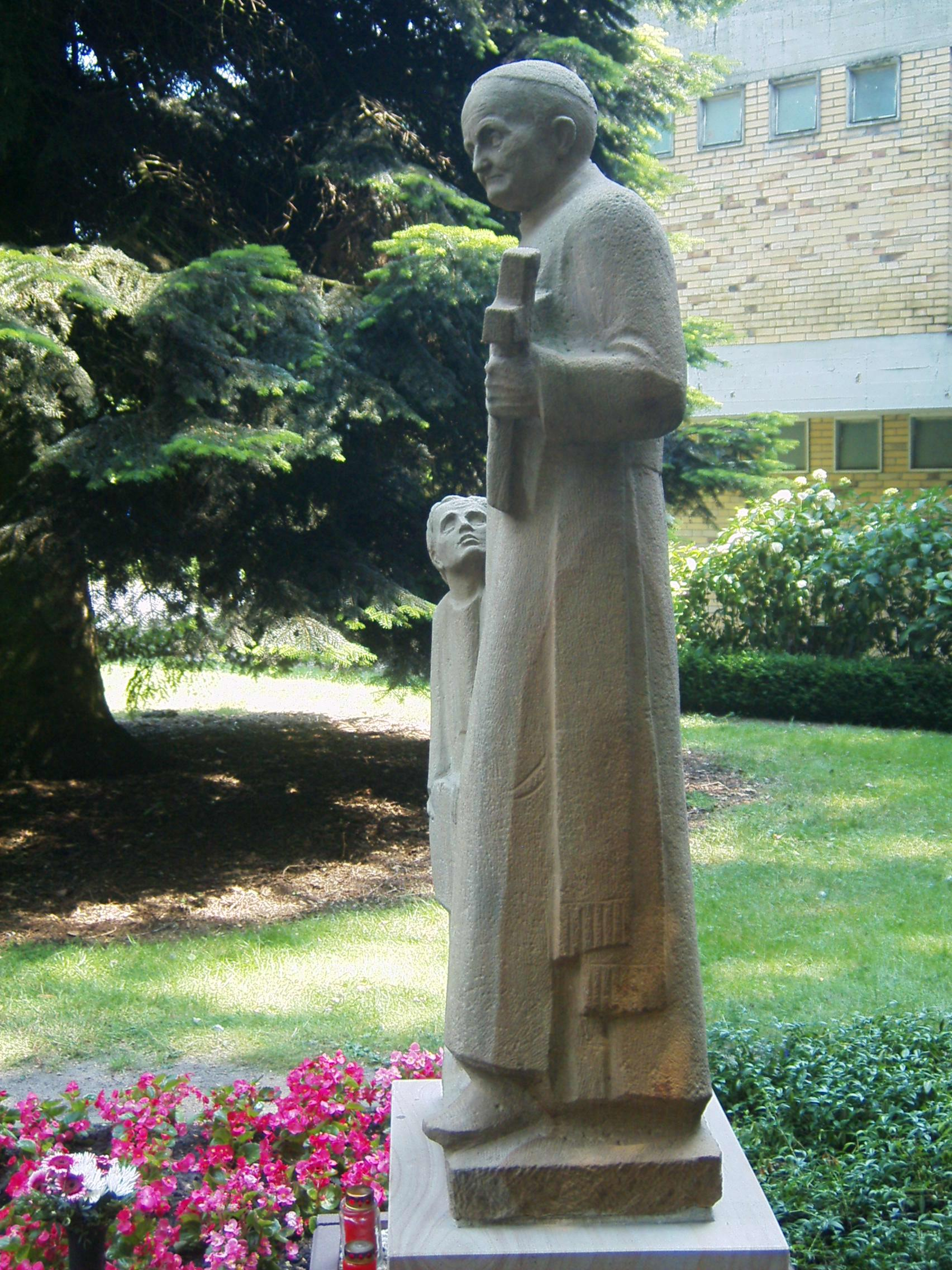
Statue de saint Arnold Janssen.

- Alois Grosse Kappenberg (1947-1957) ;
- Johannes Schütte (1958-1967) ;
- John Musinsky (1967-1977) ;
- Heinrich Heekeren (1977-1988) ;
- Heinrich Barlage (1988-2000) ;
- Antonio M. Pernia (2000-2012) ;
- Heinz Kulüke (2012-2018) ;
- Paulus Budi Kleden (de) (depuis 2018).

## Autres personnalités de l'ordre
- William Finnemann (1882-1942), évêque philippin, résistant aux Japonais, « serviteur de Dieu ».

## Illustrations

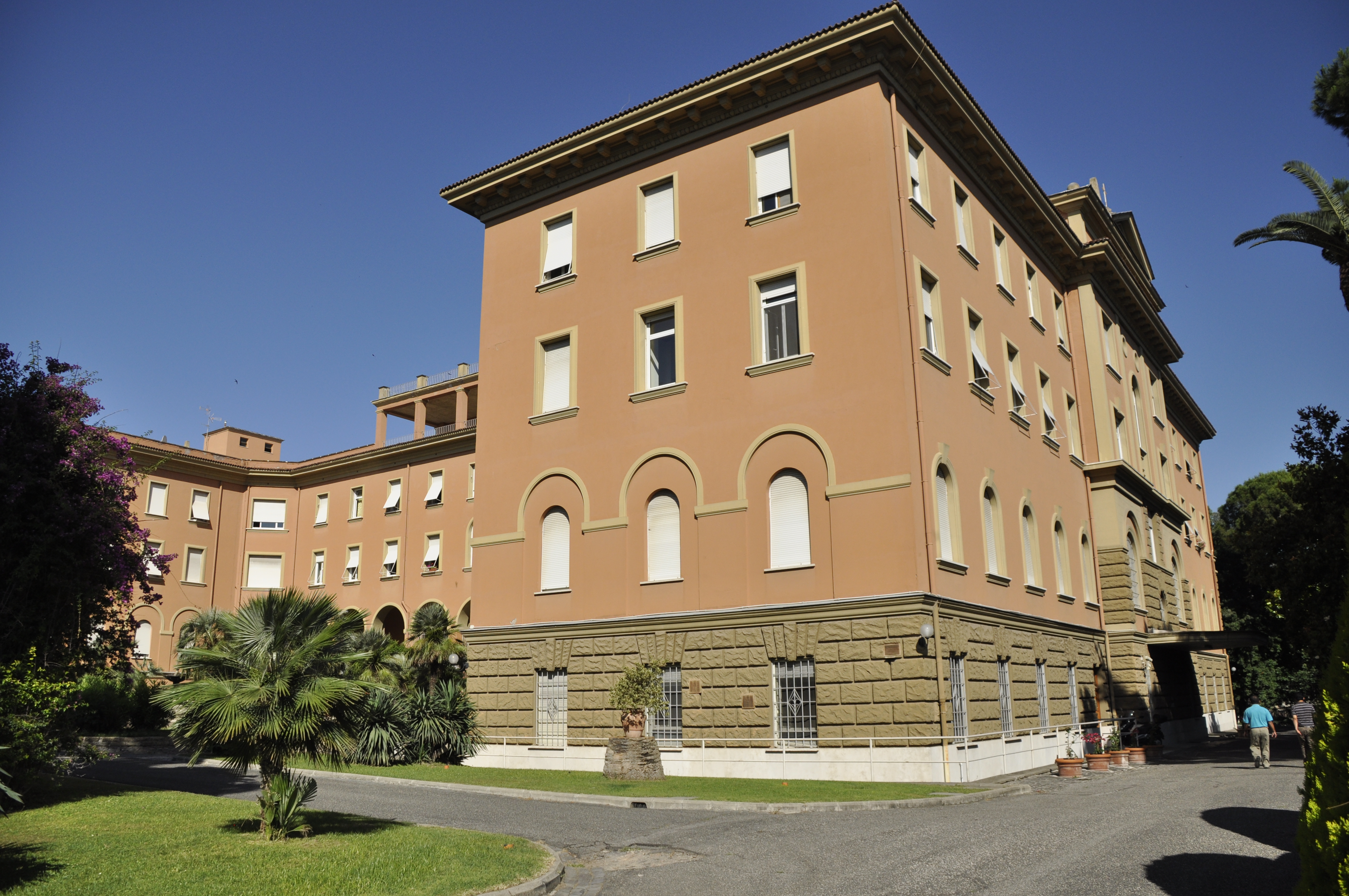
Maison générale des Missionnaires de la Congrégation du Verbe Divin à Rome.
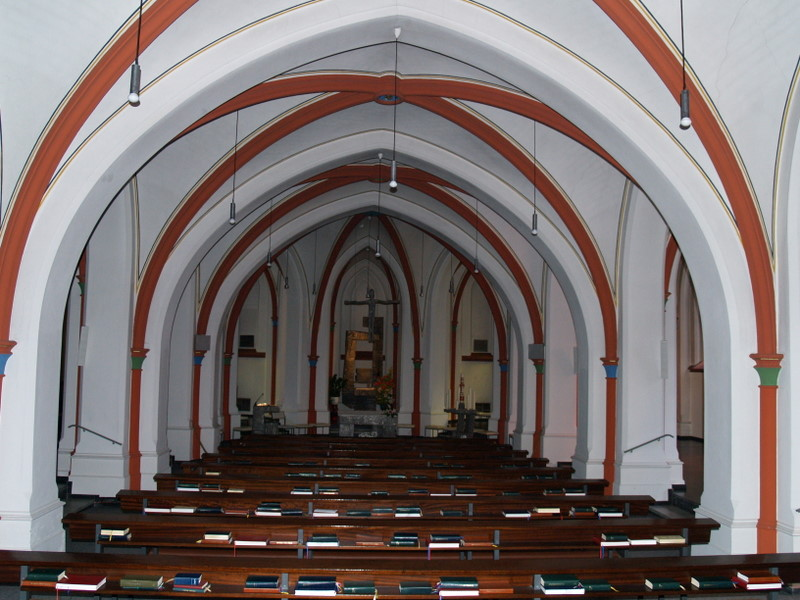
Crypte de la maison-mère de Steyl, la Maison Saint-Michel.
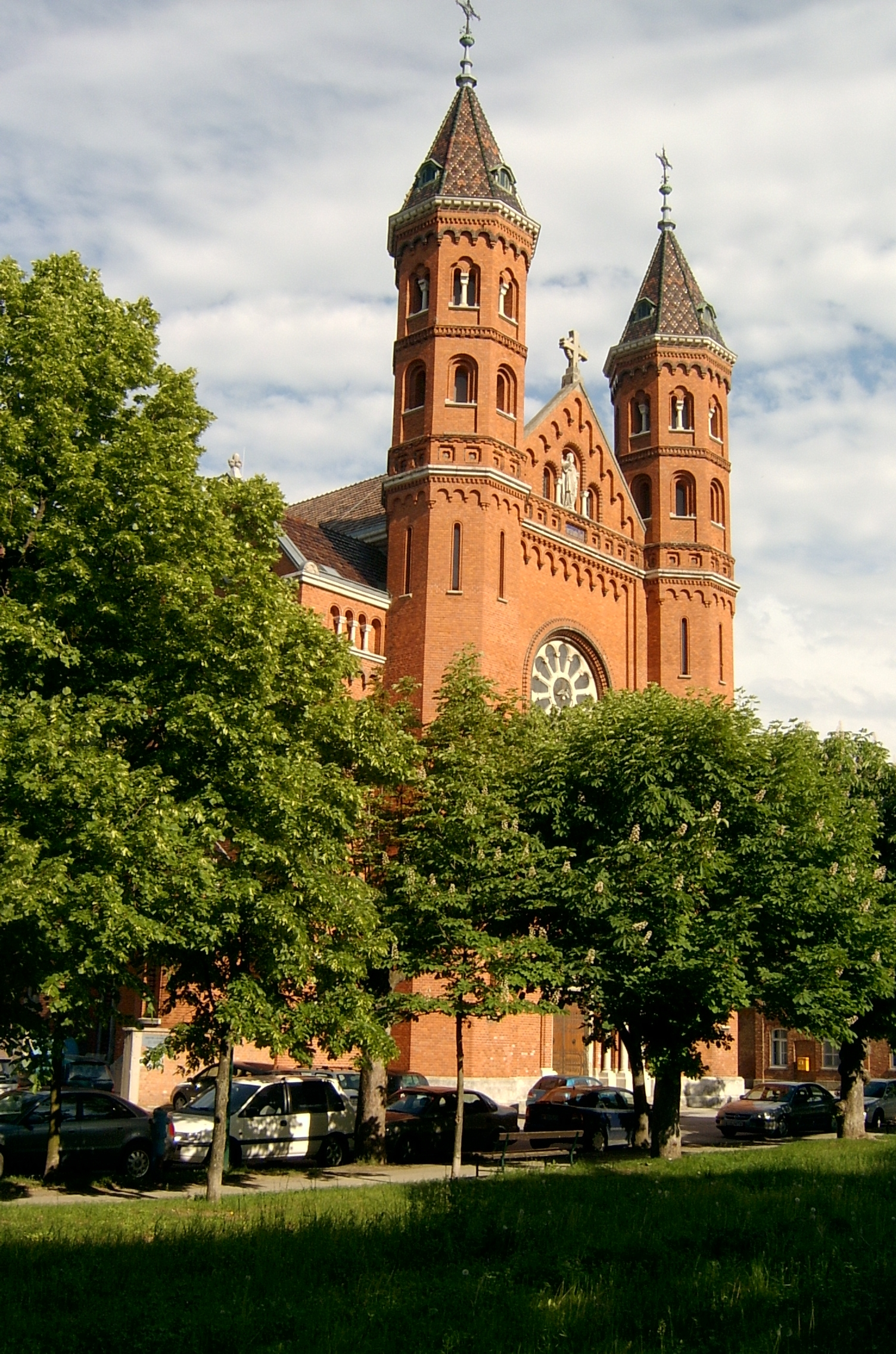
Maison de la Mission et église Saint-Gabriel à Maria Enzersdorf (Autriche).
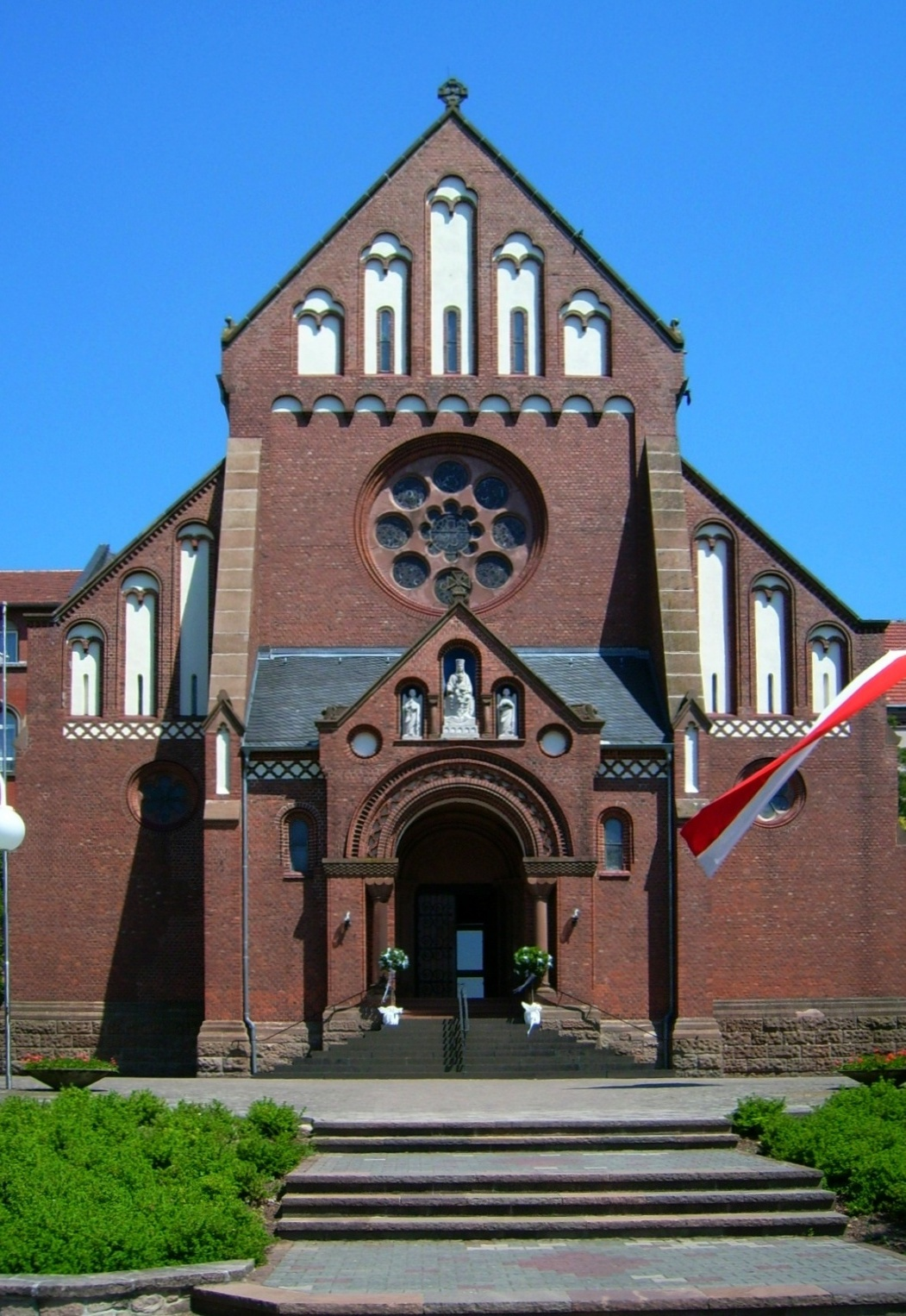
Entrée de l'église de la maison de la Mission à Saint-Wendel.
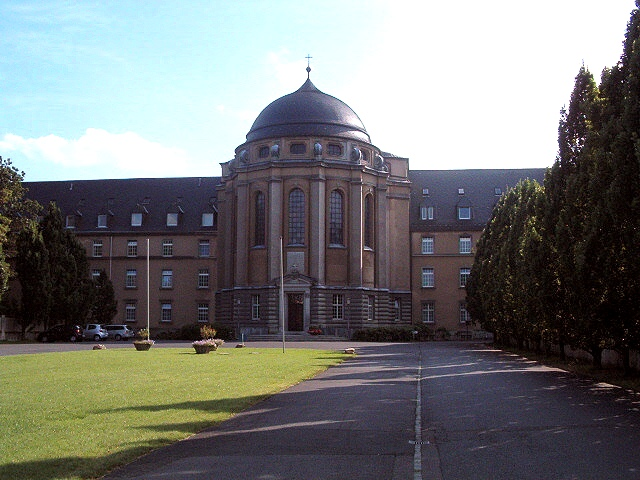
Maison Saint-Augustin de la Mission, près de Bonn.
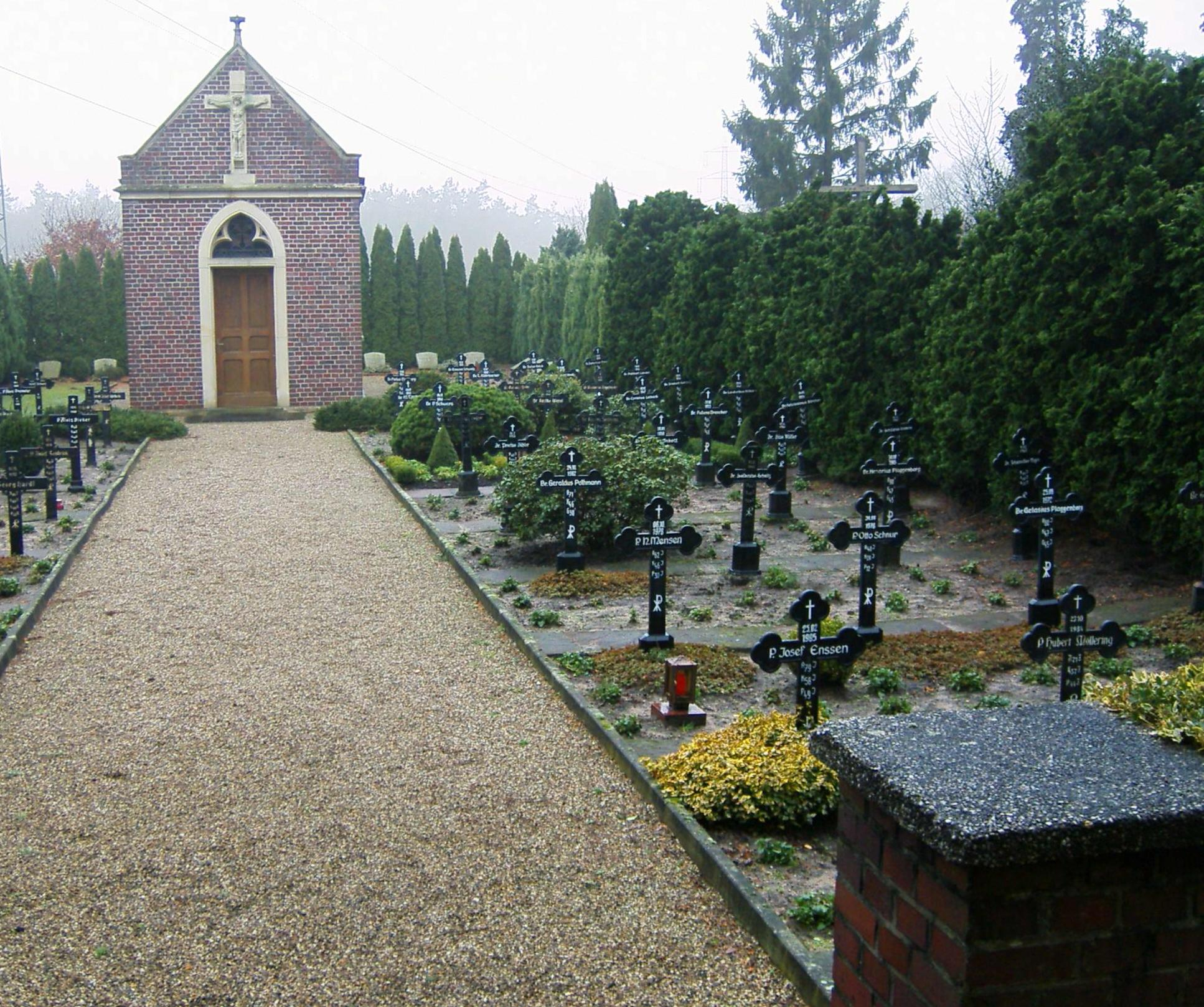
Cimetière des Pères à Saint-Arnold.

## Maisons des pères de Steyl

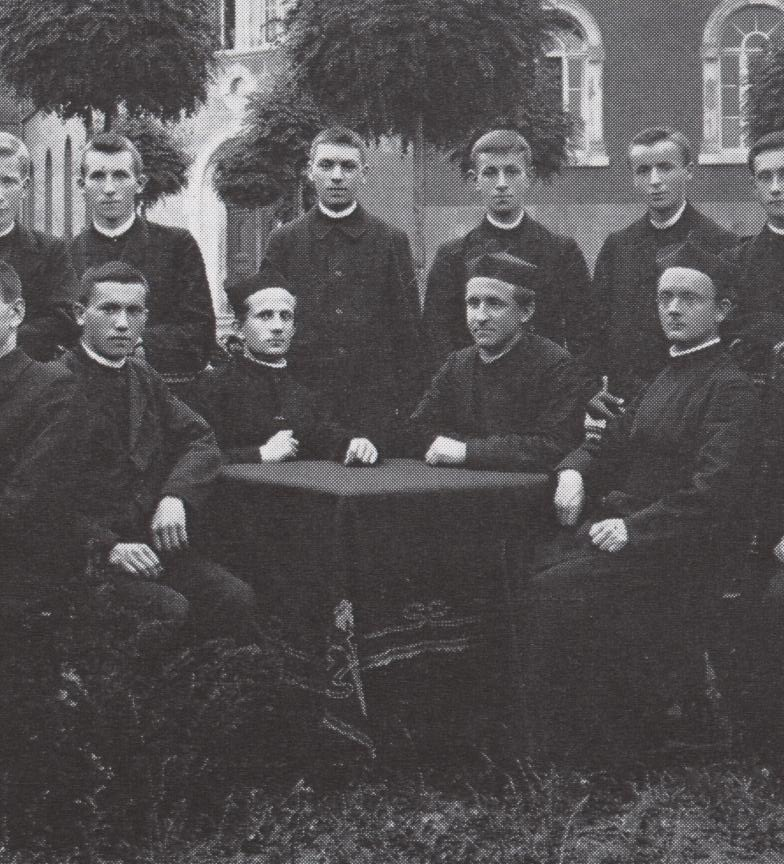
Séminaristes de la SVD en 1904 (dont Karl Christian Weber) à Saint-Wendel.

- Maison Saint-Augustin, à Sankt Augustin, près de Bonn
- Maison Saint-Arnold, à St. Arnold (Neuenkirchen, arrondissement de Steinfurt), andonnée en 2008, dont l'internat, (Arnold-Janssen-Gymnasium) a été transféré au diocèse en 1996
- Maison Saint-Gabriel, à Maria Enzersdorf (Basse-Autriche)
- Lycée privé St. Rupert, à Bischofshofen
- Maison Saint-Jean-l'Évangéliste, ancien noviciat, ancien internat des pères, appartient aujourd'hui à la fondation des écoles libres catholiques du diocèse de Rottenburg-Stuttgart
- Maison Saint-Paul, à Wittlich, abandonnée en 2005
- Maison Saint-Wendel, à Saint-Wendel dans la Sarre, avec le lycée Arnold-Janssen
- Maison Saint-Xavier, à Bad Driburg, abandonnée en 2008, et dont le lycée a été transféré à l'archidiocèse en 2001
- Maison de Marienburg, près de Rheineck en Suisse
- Paroisse du Cœur-Immaculé-de-Marie de Kemerovo (Russie)
- Paroisse de l'Exaltation-de-la-Sainte-Croix de Tambov (Russie)
- Couvent de Tajimi, à Tajimi dans la préfecture de Gifu au Japon
- Université Nanzan, à Nagoya au Japon, avec un collège
- Université de San Carlos aux Philippines
- Université du Verbe Divin de Madang (Papouasie-Nouvelle-Guinée)
- Couvent de La Trinité, à Laupheim
- Colegio del Verbo Divino de Las Condes à Santiago du Chili

## Publications
- Pico: journal pour les moins de  9 ans
- Weite Welt, pour les 9-12 ans
- Stadt Gottes, journal pour les familles
- Monumenta Serica, revue annuelle de sinologie